# Fabrice Hadjadj
Fabrice Hadjadj (* 15. září 1971 Nanterre) je francouzský spisovatel a filozof.

## Život
Narodil se v Nanterre židovským rodičům pocházejícím z Tuniska. Zprvu byl ateista a hlásil se k anarchismu a nihlismu, roku 1998 konvertoval ke katolickému křesťanství. V roce 2006 mu byla za knihu Réussir sa mort: Anti-méthode pour vivre udělena cena Grand prix catholique de littérature.
Od roku 2012 je ředitelem Evropského institutu antropologických studií Philanthropos ve Fribourgu, roce 2014 byl jmenován členem Papežské rady pro laiky. Je ženatý s herečkou Siffreine Michelovou, má devět dětí.

## Dílo
Hadjadjovo dílo je z největší části věnováno problémům těla, techniky a spásy; je inspirováno zejména Aristotelem, Tomášem Akvinským, Heideggerem, Lévinasem a G. Andersem. Hadjadj je autorem více než patnácti knih, pravidelně spolupracuje s časopisy Artpress, Figaro littéraire, Limite, La Vie a La Décroissance.

## České překlady
- Jak dnes mluvit o Bohu? Evangelizační anti-pomůcka, Brno (CDK) 2016, ISBN 978-80-7325-383-7
- Když je všechno na cestě ke zkáze: úvahy o konci a cíli kultury a modernity, Brno (CDK) 2019, ISBN 978-80-7325-474-2